# Watching The Flags That Fly
Watching The Flags That Fly is een muziekalbum van de zanger Jon Anderson. 
Eind jaren 80 van de 20e eeuw valt Yes uiteen, de ene helft gaat onder die naam verder, de anderen gaan hun weg onder de naam Anderson Bruford Wakeman Howe. Nadat het eerste album ABWH binnen de symfonische rock goed is ontvangen, begint Jon Anderson in Frankrijk alvast voorbereidingen te treffen voor album nummer 2. Jon richt al studio’s in en begint met opnemen, als hij verneemt dat de heren Bruford, Wakeman en Howe  liever in Londen blijven om daar het album op te nemen. Het komt er echter niet meer van. Het Yes van Chris Squire en ABWH vloeien samen en gaan verder onder de naam Yes. Ze creëerden daarmee eenzelfde situatie als het dubbeltrio van King Crimson later.
De composities op dit album werden naderhand niet meer gebruikt, noch in Andersons solocarrière, noch bij de voortzetting van Yes. Het is duidelijk te horen dat de muziek bestemd was voor de groep ABWH, het is veel minder zweverig dan de muziek van de soloalbums van Anderson. 

## Musici
- Jon Anderson – alle instrumenten

## Composities
- Hold you in my arms
- Take the water to the mountain
- After the storm
- Watching the flags that fly
- Touch the heaven
- We make believe
- To the stars
- Instrumental I
- Is it love?
- Axis of love
- Instrumental II
- Santa Barbara
- Tall buildings
- Looking for the words
- Try it again
- Autumn
- Earth and stone
- Indian summer
- Amnesty
- Landfall
- Sunlight on leaves

Alle composities van Anderson.

## Trivia
- Het album maakt deel uit van een te zijner tijd uit te komen box met meer opnamen die op de plank zijn blijven liggen.